# Imaclava
Imaclava is een geslacht van weekdieren uit de klasse van de Gastropoda (slakken).

## Soorten
- Imaclava asaedai (Hertlein & Strong, 1951)
- Imaclava hotei (Otuka, 1949)
- Imaclava ima Bartsch, 1944
- Imaclava pilsbryi Bartsch, 1950
- Imaclava unimaculata (Sowerby I, 1834)